# Jan Antonín Dobřenský
Jan Antonín Dobřenský, též Johann Anton Dobrzensky von Dobrzenicz nebo Dobrženský von Dobrženitz (25. listopadu 1854 Sambir – 24. ledna 1900 Gries), byl rakouský šlechtic z rodu Dobřenských z Dobřenic a politik z Čech, v 2. polovině 19. století poslanec Říšské rady.

## Biografie
Jeho rodiči byli svobodný pán Prokop Jan Dobřenský a Alžběta Harbuval-Chamaré. Působil jako velkostatkář na Potštejnu. V roce 1881 získal titul komořího. Byl čestným rytířem Maltézského řádu.
V listopadu 1885 byl zvolen na Český zemský sněm za kurii velkostatkářskou, svěřenecké velkostatky. Mandát obhájil v zemských volbách 1889 i zemských volbách 1895. Zastupoval Stranu konzervativního velkostatku.
Působil i jako poslanec Říšské rady (celostátního parlamentu Předlitavska), kam usedl ve volbách roku 1885 za kurii velkostatkářskou v Čechách. Rezignaci oznámil dopisem 19. ledna 1888. Ve volebním období 1885–1891 se uvádí jako baron Johann Anton Dobrzensky von Dobrzenic, statkář, bytem Potštejn.
Profiloval se jako stoupenec českého státního práva a na Říšské radě se připojil k Českému klubu (jednotné parlamentní zastoupení, do kterého se sdružili staročeši, mladočeši, česká konzervativní šlechta a moravští národní poslanci).
Později zasedal jako doživotní člen Panské sněmovny (nevolená horní komora Říšské rady).
9. srpna 1887 se oženil s Annou Kolovrat-Krakovskou (1865–1934), dcerou Jindřicha Kolovrat-Krakovského. Měli spolu dva syny.
- 1. Antonín Jindřich (11. 7. 1889 Potštejn – 15. 9. 1915 Luck), padl během první světové války, manž. 1913 hraběnka Marie Wenckheimová (26. 1. 1889 Merano – 24. 10. 1970 Ascona)[9]
- 2. Jindřich (22. 2. 1892 Potštejn – 15. 1. 1945 tamtéž), manž. 1919 hraběnka Alžběta Wenckheimová (25. 6. 1888 Malacky – 4. 11. 1964 Potštejn)[9]

Jan Antonín zemřel po krátké nemoci v lednu 1900 v Tyrolsku.